# Высокая (Нижегородская область)
Высокая — деревня в городском округе город Чкаловск Нижегородской области России.

## География
Деревня находится в западной части Нижегородской области, в зоне хвойно-широколиственных лесов, на правом берегу реки Троцы, вблизи места впадения её в Горьковское водохранилище, на расстоянии приблизительно 7 километров (по прямой) к юго-юго-западу (SSW) от города Чкаловска, административного центра района. Абсолютная высота — 112 метров над уровнем моря.

### Климат
Климат характеризуется как умеренно континентальный, с коротким нежарким летом и холодной продолжительной зимой. Среднегодовая температура воздуха — 3,6 °C. Средняя температура воздуха самого холодного месяца (января) — −11,8 °C (абсолютный минимум — −40 °C); самого тёплого месяца (июля) — 18,4 °C (абсолютный максимум — 37 °С). Безморозный период длится в среднем 101 дней. Среднегодовое количество атмосферных осадков составляет 586 мм, из которых 410 мм выпадает в период с апреля по октябрь. Продолжительность залегания снежного покрова составляет в среднем 154 дня.

## История
В 1953 году на землях колхоза имени Маленкова, между деревнями Телячево и Сорокино, был построен переселенческий посёлок для жителей населённых пунктов попавших в зону затопления Горьковского водохранилища — деревни Стрелка, Подлужное, Потеряхино, часть Нагорново и Черницы. В 1956 году переселенческий посёлок «Новая стройка» был объеден с деревнями Телячево и Сорокино в единый населенный пункт - деревню с названием Высокая.

## Население
| 2002 | 2010 |
| ---- | ---- |
| 359  | ↘278 |

### Национальный состав
Согласно результатам переписи 2002 года, в национальной структуре населения русские составляли 100 %.